# 576i
576i jest to skrócona nazwa jednego z trybów wideo telewizji SDTV. Liczba 576 oznacza rozdzielczość ekranu równą 576 linii w pionie, a litera i oznacza obraz z przeplotem ("i" ang. interlaced).
Rozdzielczość pozioma obrazu cyfrowego wynosić może 704 lub 720 pikseli.
W telewizji analogowej obraz 576i stanowił podstawowy standard dla systemów PAL i SECAM, z tym że określano go jako 625i z uwagi na występowanie w sygnale dodatkowych, "pustych" linii synchronizujących.